# (48639) 1995 TL8
(48639) 1995 TL8 — транснептуновый объект, расположенный в рассеянном диске, имеет относительно большой спутник. Предположительный диаметр 352 км, зависит от альбедо, которое предполагается равным 0,09, будучи типичным для ТНО.

## Открытие
Объект обнаружен в 1995 году Арианной Е. Глисон в рамках проекта Spacewatch. В настоящее время (48639) 1995 TL8 классифицируется как объект рассеянного диска.

## Спутник

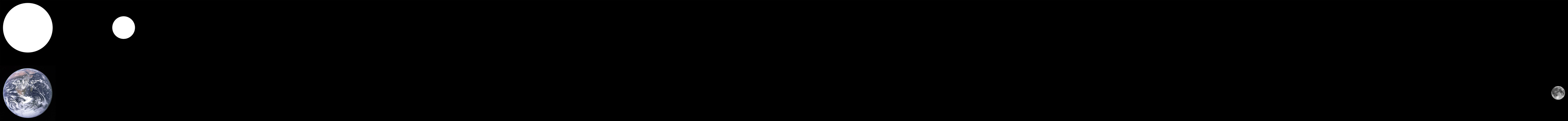
Относительные размеры систем (48639) 1995 TL_{8} и Земля-Луна. Масштаб подобран для размеров Земли и Луны так, чтобы сравнить относительные размеры (48639) 1995 TL_{8} и его спутника между собой

Спутник был обнаружен Денизом С. Стивенсом и Кейт С. Нолл по наблюдениям с помощью космического телескопа Хаббл 9 ноября 2002 года, об открытии было объявлено 5 октября 2005 года. Спутник обозначаемый S/2002 (48639) 1, относительно большой, с вероятной массой, составляющей около 10 % от главного объекта. Его орбита не была определена, но он был на момент открытия в 420 км от главного объекта. Предположительно его орбитальный период составляет около половины суток, а его диаметр, по оценкам, составляет около 161 км.

## Объект рассеянного диска
(48639) 1995 TL8 классифицируется Глубоким исследованием эклиптики (DES), как объект рассеянного диска, так как его орбита, как представляется, значительно гравитационно взаимодействует с орбитой Нептуна. Хотя, если бы Нептун переместился бы наружу, у Нептуна бы отсутствовал большой эксцентриситет.
Моделирование В. В. Емельяненко и Е. Л. Киселёвой в 2007 году показывают, что у (48639) 1995 TL8 судя по всему менее 1 % шанса быть в резонансе 3:7 с планетой Нептун, но объект будет сохранять период близкий к этому резонансу.
Был обнаружен 48 раз и его орбита изучена довольно хорошо. Уровень качества 4 (0-лучшее, 9-худшее).

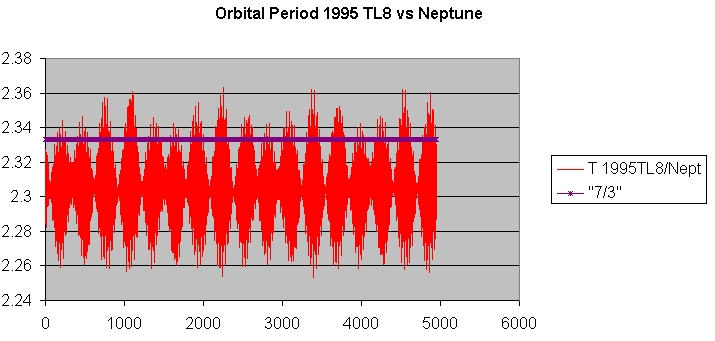
В орбитальном периоде 1995 TL_{8} отсутствует резонанс 7:3 (2.333) с Нептуном